# Leonhard Colonna von Fels

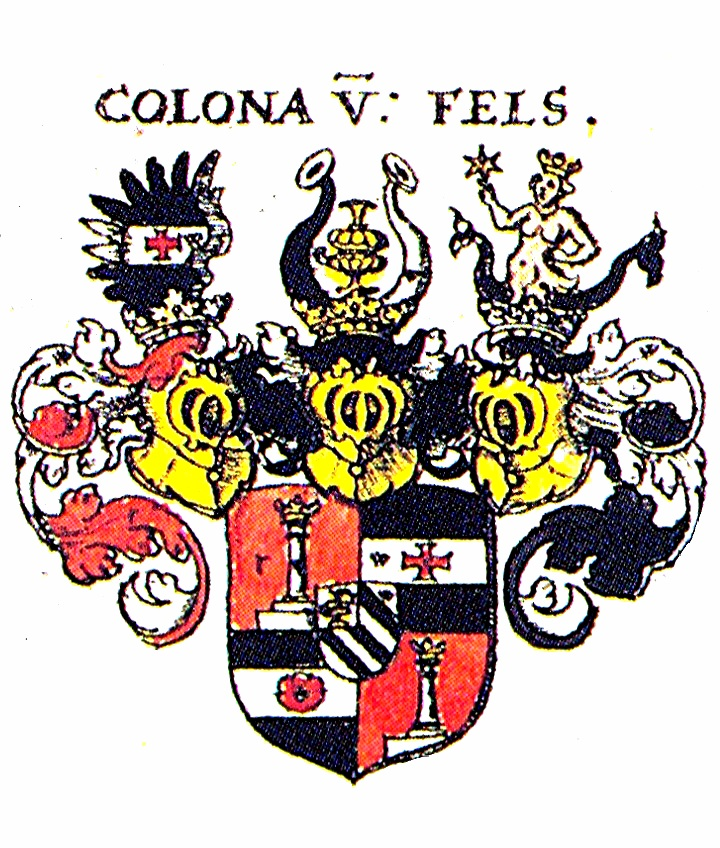
Wappen der Colonna von Fels

Leonhard Colonna Freiherr von Fels (tschechisch Linhart Colona z Felsu) (* 1565; † 13. April 1620 in Sitzendorf, Niederösterreich) war ein böhmischer Adeliger, kaiserliche Rat und Feldmarschall. Er war zusammen mit Heinrich Matthias von Thurn einer der Anführer des Ständeaufstandes von 1618 bis 1620.

## Leben

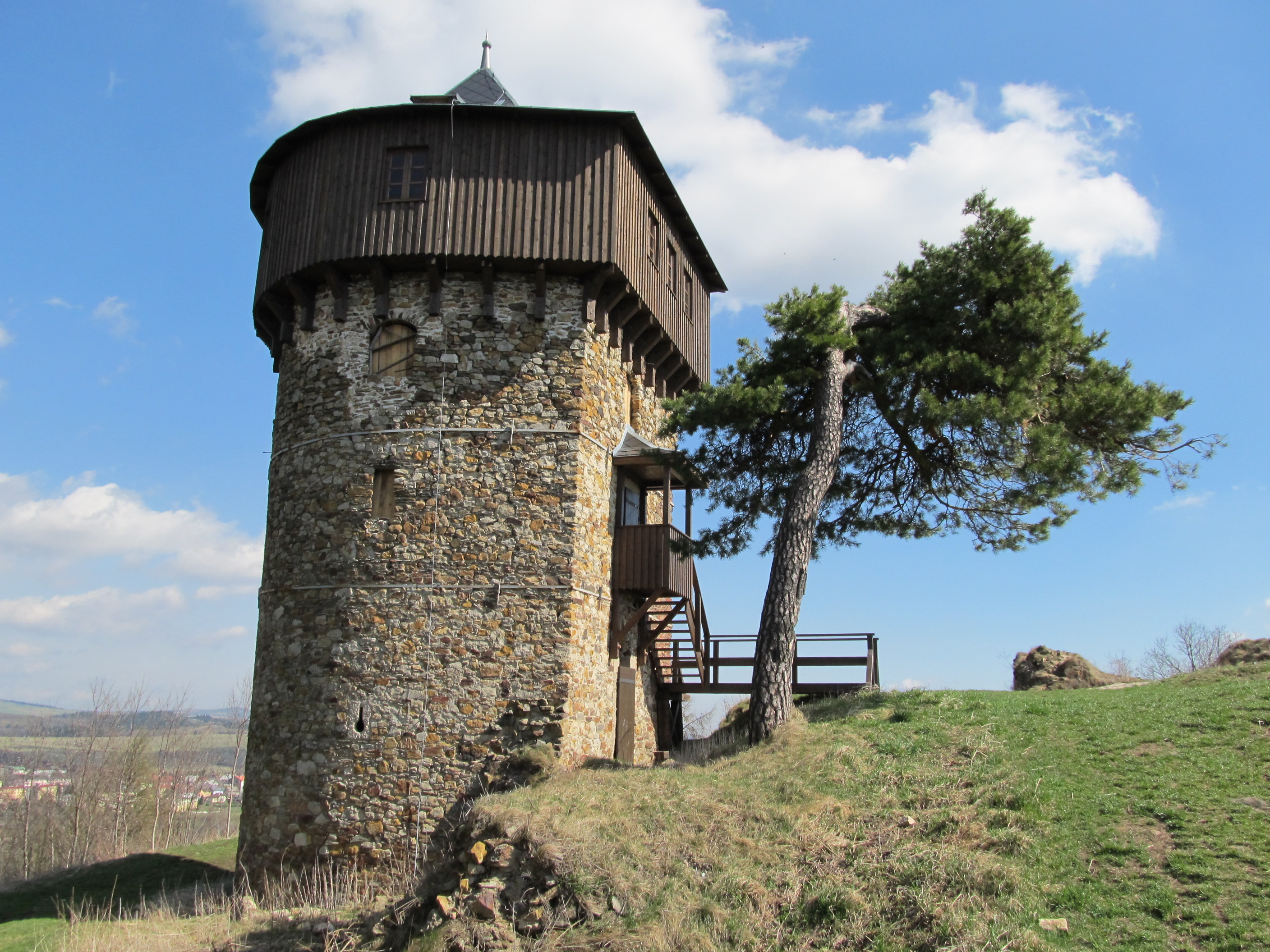
Burg Hartenstein

Leonhard Colonna von Fels war der älteste Sohn von Caspar Colonna von Fels (1525–1577) und seiner Frau Anna Caroline, geborene Gräfin Schlick (1535–1590). Sein jüngerer Bruder war Friedrich Colonna von Fels. Die zum Protestantismus konvertierte Familie lässt sich seit ca. 1572 in Böhmen nachweisen und stammte ursprünglich aus dem tirolerischen Völs. Die Familie war nicht stammverwandt mit den römischen Colonnas, erhielt jedoch für geleistete Kriegsverdienste in einem Filiationsbrief das Recht, deren Namen und Wappen zu führen. 1561 wurde sein Vater in den böhmischen Herrenstand aufgenommen und kaufte 1570 von Dietrich von Vitzthum das Gut Engelhaus. Nach dessen Tode 1577 wurde das Erbe unter den beiden Söhnen aufgeteilt und seine Witwe zum Vormund erklärt. Leonhard erhielt Gießhübel und Engelhaus. 1609 konnte er die geerbten Familiengüter durch den Ankauf der benachbarten Herrschaft Buchau-Hartenstein vergrößern. 

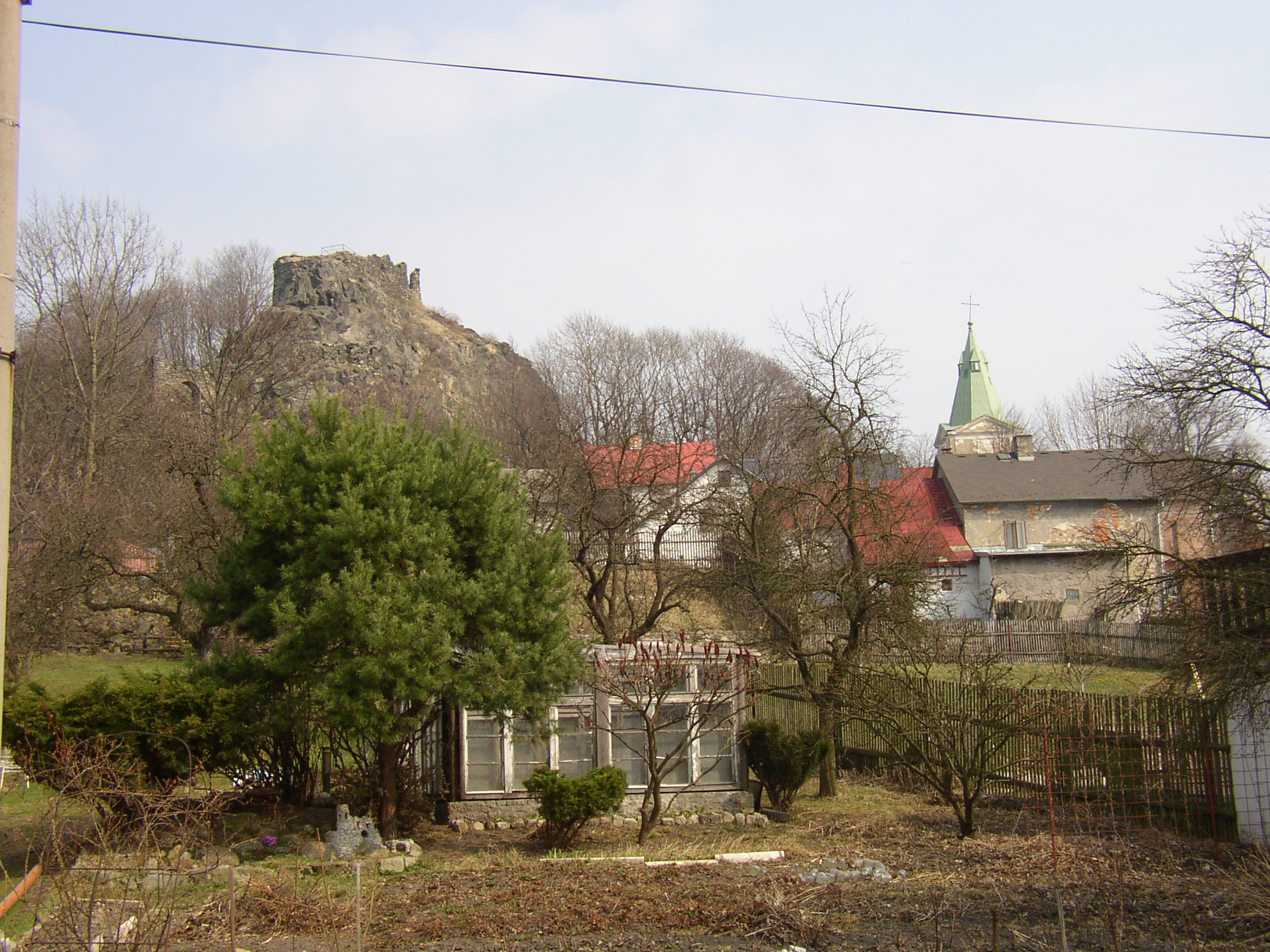
Engelsburg

Colonna gehörte indessen unter den evangelischen Ständen (den sog. Ständen sub utraque) zu den Radikalen und war vor allem Soldat. Bereits im Jahre 1609 übernahm er die Befehlsgewalt über ständische Truppen. 1617 stellte er sich vergeblich gegen die Annahme des Habsburgers Ferdinand II. zum böhmischen König. 1618 beteiligte er sich am Prager Fenstersturz (23. Mai) und übernahm, den beiden General-Leutnants Thurn und Hohenlohe nachgeordnet, das Amt des böhmischen Feldmarschalls. Am 13. April 1620 wurde der 55-jährige Feldmarschall in einem Reitergefecht bei Sitzendorf, wo der Comte de Bucquoy einen Hinterhalt gelegt hatte, tödlich verletzt. Die entscheidende Niederlage des böhmisch-konföderierten Ständeheeres am Weißen Berge (8. November 1620) erlebte er also nicht mehr. Wegen seiner prominenten Rolle bei der böhmischen Rebellion wurden seine Güter im Zuge des kaiserlichen Strafgerichts vom 18. März 1621 eingezogen. Das Gericht benannte den postum Verurteilten als „Empörer“. 1622 erstand die von der kaiserlichen Kommission konfiszierten vier Liegenschaften für 97.922 Schock Hermann Graf Czernin von Chudenitz und dessen Gemahlin Marianna geb. von Swarowa. Über die Nachkommen Leonhard Colonnas herrschte in der böhmischen Landtafel seither „Stillschweigen“.

## Familie
Leonhard Colonna von Fels vermählte sich mit Ursula Kragirz von Kraigk und nach deren Tode 1613 mit Elisabeth von Lobkowitz. Seine Kinder waren:
- Kaspar (* 1594; † 1666); ⚭ Antonia Sidonia Kunigunde von Kolowrat-Liebsteinsky
- Anna Maria (* vor 1613); ⚭ Wilhelm Friedrich Ferdinand von Kolowrat-Krakowsky
- Sidonia (* 1613); ⚭ Georg Ernst Schlick zu Passaun und Weißkirchen
- Adam († 1616)
- Johann

### Vorfahren
| Leonhard Colonna von Fels | Jakob Caspar Colonna von Fels | Melchior Colonna von Völs | Leonhard von Völs        |
| Leonhard Colonna von Fels | Jakob Caspar Colonna von Fels | Melchior Colonna von Völs | Regina von Thun          |
| Leonhard Colonna von Fels | Jakob Caspar Colonna von Fels | Sidonia von Ortenburg     | Ulrich II. von Ortenburg |
| Leonhard Colonna von Fels | Jakob Caspar Colonna von Fels | Sidonia von Ortenburg     | Veronika von Aichberg    |
| Leonhard Colonna von Fels | Anna Karoline Schlick         | Lorenz Schlick            | Kaspar II. Schlick       |
| Leonhard Colonna von Fels | Anna Karoline Schlick         | Lorenz Schlick            | Elisabeth von Gutenstein |
| Leonhard Colonna von Fels | Anna Karoline Schlick         | Katharina von Wartenberg  | Prokop von Wartenberg    |
| Leonhard Colonna von Fels | Anna Karoline Schlick         | Katharina von Wartenberg  | Anna von Sahlhausen      |